# Canada aux Jeux olympiques d'été de 1948
L'équipe olympique du Canada participe aux Jeux olympiques d'été de 1948 à Londres. Elle y remporte trois médailles : une en argent et deux en bronze, se situant à la vingt-cinquième place des nations au tableau des médailles. Bob McFarlane (en) est le porte-drapeau d'une délégation canadienne comptant 118 sportifs.

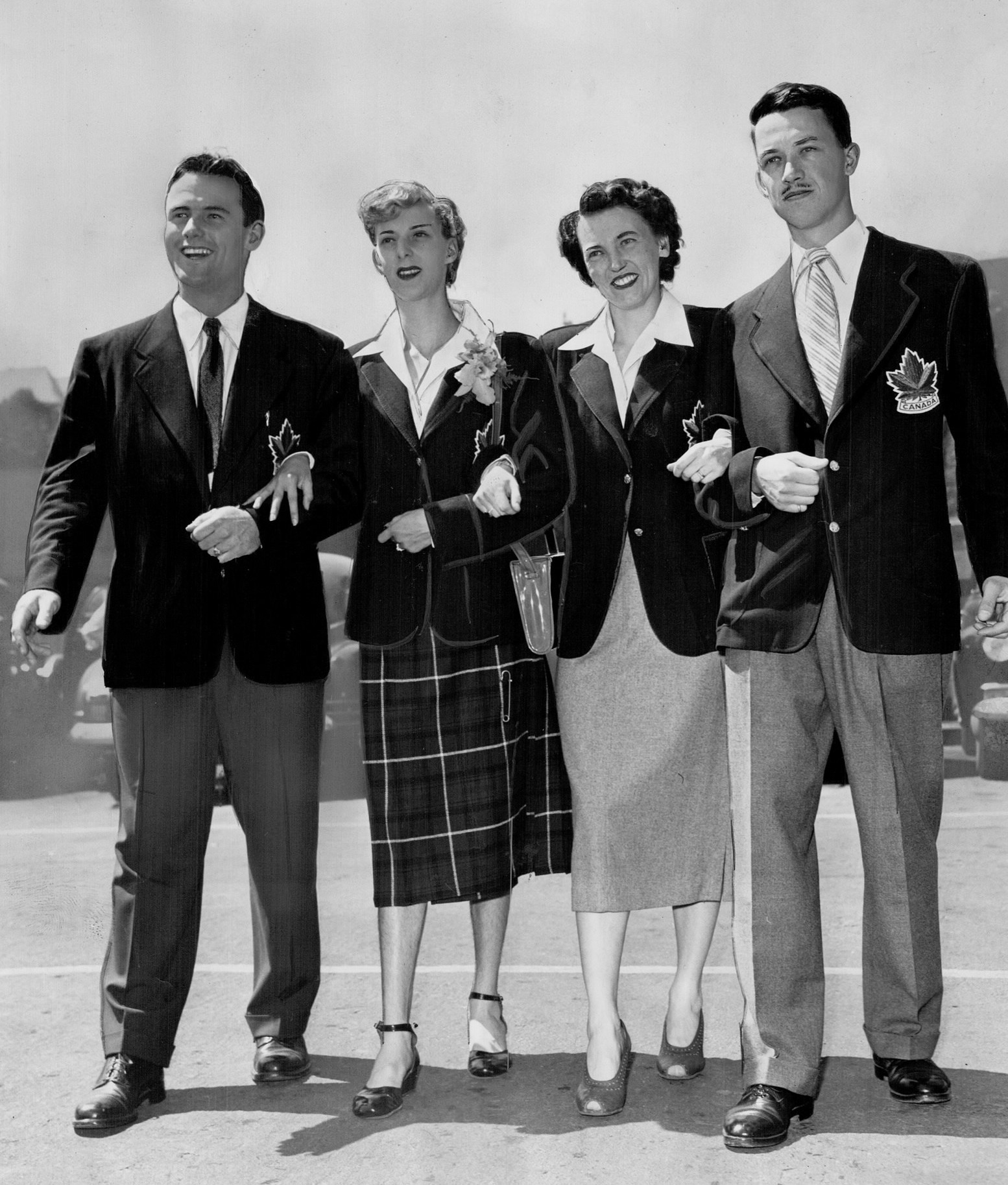
Les athlètes de la délégation canadienne : les sprinteurs et sprinteuses Jim O’brien, Viola Myers, Nancy Mackay et le sauteur en hauteur Art Jackes.

## Tous les médaillés
| Médaille           | Nom                                                  | Sport       | Épreuve                              |
| ------------------ | ---------------------------------------------------- | ----------- | ------------------------------------ |
| Médaille d'argent  | Douglas Bennett                                      | Canoë-kayak | 1 000 mètres canoë monoplace hommes  |
| Médaille de bronze | Viola Myers Nancy MacKay Diane Foster Patricia Jones | Athlétisme  | 4 × 100 m                            |
| Médaille de bronze | Norman Lane                                          | Canoë-kayak | 10 000 mètres canoë monoplace hommes |